# Niki Eideneier-Anastassiadi
Niki Eideneier (auch: Eideneier-Anastassiadi) Νίκη Αΐντεναιερ-Αναστασιάδη (* 28. Oktober 1940 in Kilkis, Griechenland) ist eine deutsch-griechische Neogräzistin, literarische Übersetzerin und Verlegerin. Sie ist die Frau des Byzantinisten und Neogräzisten Hans Eideneier und betrieb von 1982 bis 2014 den Romiosini Verlag in Köln. Von 1985 bis 1993 war sie als Ausländervertreterin Mitglied des Rundfunkrates des WDR.
Eideneier-Anastassiadi hatte in den 1960er Jahren an der Aristoteles-Universität Thessaloniki Griechische Philologie studiert, anschließend an der Ludwig-Maximilians-Universität München Byzantinistik. Weil Eideneier bereits seit 1964 für das griechische Programm des Bayerischen Rundfunks arbeitete, der sich gegen die Militärjunta in Griechenland engagierte, wurde ihr von dieser die griechische Staatsangehörigkeit aberkannt. Seit Ende der 1970er Jahre war sie Lehrbeauftragte für neugriechische Sprache und Literatur an der Universität Frankfurt am Main. Aus dieser Tätigkeit erwuchs sowohl das gemeinsam mit ihrem Mann erarbeitete Sprachlehrwerk Neugriechisch ist gar nicht so schwer als auch die Verlagsgründung.
Neben verschiedenen neogräzistischen und publizistischen Arbeiten hat Niki Eideneier griechische Schriftsteller wie Giannis Ritsos, Vassilis Alexakis, Manolis Anagnostakis, Jorgos Chimonas und Alekos Fassianos ins Deutsche und deutsche Autoren wie Peter Handke, Günter Grass, Ingeborg Bachmann, Daniel Call und Liane Dirks ins Neugriechische übersetzt, darüber hinaus auch wissenschaftliche Literatur wie die Geschichte der Byzantinischen Volksliteratur und den Abschied von Byzanz von Hans-Georg Beck.
Von 2008 bis 2012 war sie Vorsitzende der 1983 gegründeten Πολιτιστική Ομάδα Πρωτοβουλίας – Initiativgruppe Griechische Kultur in der Bundesrepublik Deutschland e. V.
Seit Juni 2014 hat der Romiosini Verlag seine Arbeit im deutsch-griechischen Literaturtransfer eingestellt. Das Centrum Modernes Griechenland übernahm teilweise die Titel des Romiosini Verlags und hat sich als Ziel gesetzt, die griechische und griechenlandbezogene Literatur (Belletristik, Sachbuch und Fachliteratur) in deutscher Sprache weiter zu pflegen.

## Auszeichnungen
- 1998 erhielt sie zusammen mit Arzu Toker, mit der sie das dreisprachige Lesebuch Kalimerhaba herausgegeben hatte, den türkisch-griechischen Abdi-İpekçi-Preis für Frieden und Völkerverständigung.
- 2007 wurde ihr der Ehrenring der Deutsch-Griechischen Gesellschaften verliehen.
- 2018 erhielt sie die Ehrendoktorwürde der Aristoteles-Universität Thessaloniki.[2]

## Schriften (Auswahl)
- (Hg.): Die Sonnenblumen der Juden. Die Juden in der neugriechischen Literatur. Eine Anthologie. Romiosini, Köln 2006, ISBN 3-929889-77-3.
- (Hg., mit Arzu Toker): Kalimerhaba. Griechisch-Deutsch-Türkisches Lesebuch (dreisprachig). Romiosini, Köln 1992, ISBN 9783923728534.
- (Hg., mit Hans Eideneier): Thessaloniki. Bilder einer Stadt. Köln 1992.
- Hans und Niki Eideneier: Neugriechisch ist gar nicht so schwer:
  - Teil 1. Ein Lehrgang mit vielen Liedern, Illustrationen, Fotos sowie Karikaturen von Kostas Mitropulos. 5., verbesserte Auflage. L. Reichert, Wiesbaden 1993, ISBN 3-88226-595-7 (Lösungsschlüssel, Sprech- und Musikkassette sind verfügbar).
  - Teil 2. Ein Lehrgang mit vielen Liedern, Illustrationen, Fotos sowie Karikaturen von Kostas Mitropulos. L. Reichert, Wiesbaden 1991, ISBN 978-3-88226-510-1 (Lösungsschlüssel, Sprech- und Musikkassette sind verfügbar).
  - Teil 3: 100 Texte von leicht bis schwer. L. Reichert, Wiesbaden 1998, ISBN 978-3-89500-080-5.
  - Grundwortschatz. Grundgrammatik. L. Reichert, Wiesbaden 1986, ISBN 978-3-88226-284-1.
- Niki Eideneier, Dieter Motzkus und Kurt Roeske: Ακούτε. Eine Einführung in das Neugriechische auf der Grundlage des Altgriechischen (Begleitheft zur Compact-Cassette). Diesterweg, Frankfurt am Main 1996, ISBN 3-425-06864-4.